# Axianassa
Axianassa is een geslacht van kreeftachtigen uit de klasse van de Malacostraca (hogere kreeftachtigen).

## Soorten
- Axianassa arenaria Kensley & Heard, 1990
- Axianassa australis Rodrigues & Shimizu, 1992
- Axianassa canalis Kensley & Heard, 1990
- Axianassa darrylfelderi Anker & Lazarus, 2015
- Axianassa heardi Anker, 2011
- Axianassa intermedia Schmitt, 1924
- Axianassa jamaicensis Kensley & Heard, 1990
- Axianassa japonica Komai, 2014
- Axianassa mineri Boone, 1931
- Axianassa ngochoae Anker, 2010
- Axianassa sinica Liu & Liu, 2010